# 米歇爾·莫爾特里
米歇爾·莫爾特里（英語：Michelle Moultrie，1990年7月13日—）是一名出生於美國佛羅里達州的壘球選手，司職外野手。她曾隨隊參加2020年夏季奧林匹克運動會壘球比賽，結果獲得銀牌。

## 外部連結
- 米歇爾·莫爾特里的X（前Twitter）
- 米歇爾·莫爾特里的Instagram帳戶